# Seven Oaks (Teksas)
Seven Oaks je grad u američkoj saveznoj državi Teksas. Prema popisu stanovništva iz 2010. u njemu je živjelo 111 stanovnika.